# Esseni
Gli Esseni furono un gruppo semita di incerta origine, nato forse attorno alla metà del II secolo a.C. e organizzato in comunità monastiche. Erano comunità isolate e conducevano una vita eremitica o cenobitica.

## Storia

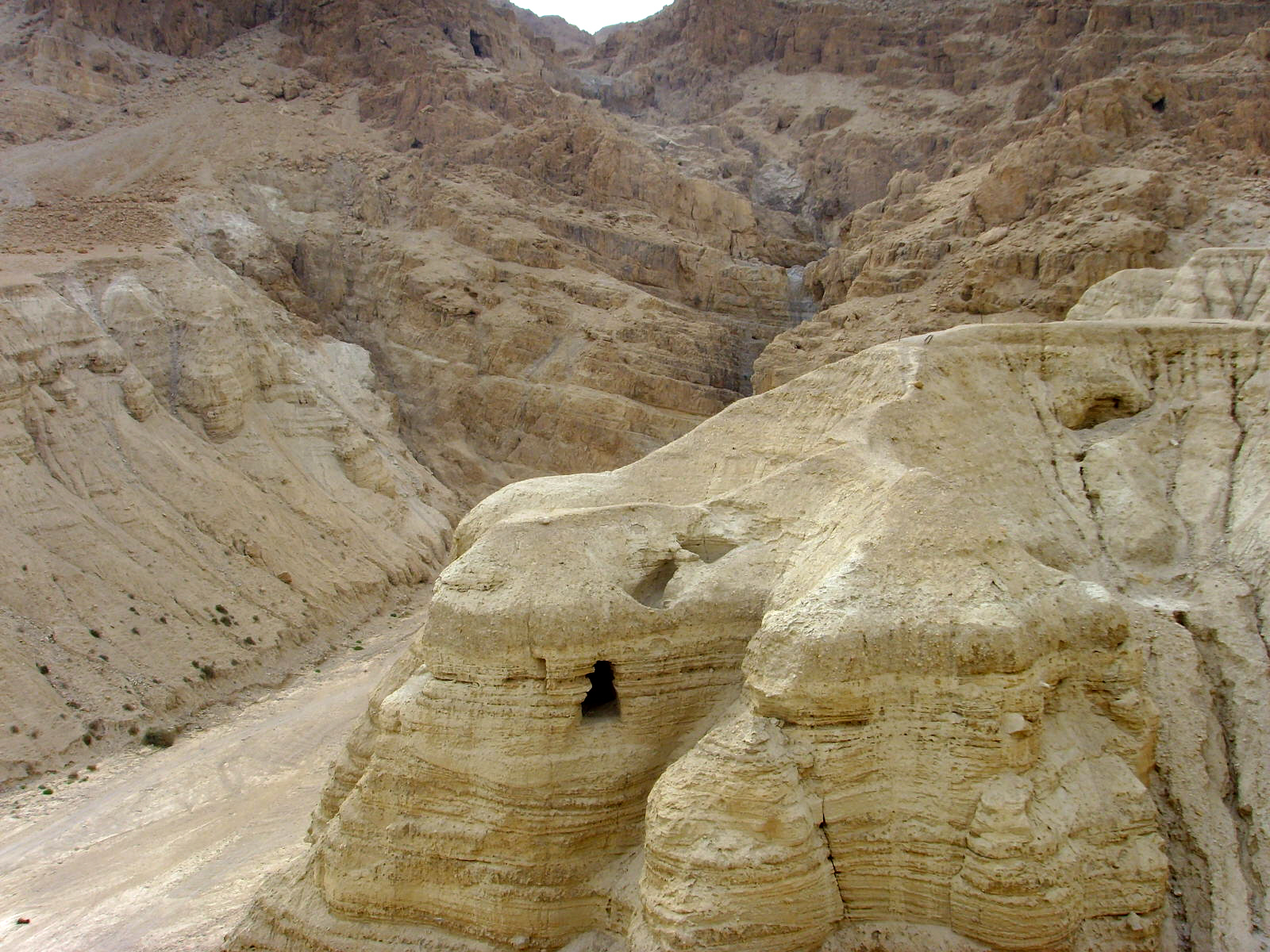
La località del ritrovamento dei Rotoli del Mar Morto, sulla sponda del wadi Qumran

Tra i gruppi ebraici di età ellenistico-romana, conosciuti e documentati anche da autori greci e latini, quello degli Esseni è forse oggi il più noto, a causa della scoperta, effettuata a Qumran nel 1947, dei Manoscritti del Mar Morto, appartenenti a una comunità di questo tipo. Già nell'antichità avevano scritto su di essi, per ricordare i più rilevanti, Filone Alessandrino (Quod omnis probus liber), Giuseppe Flavio (Guerra giudaica), che ci attesta di esserne stato discepolo, e Plinio il Vecchio (Naturalis Historia). Sulla loro origine e sul significato del nome (puri, bagnanti, silenziosi, pii) non c'è accordo tra gli studiosi. Molto probabilmente ebbero inizio dalla metà circa del II secolo a.C. in epoca maccabea, e di essi non si fa mai menzione prima degli Asmonei.
Di vita appartata e solitaria, si erano organizzati, fuori dal contesto sociale, in comunità isolate di tipo monastico; protetti da Erode il Grande, al tempo di Gesù erano oltre 4000 e vivevano dispersi in tutto il paese; circa 150 erano quelli residenti a Qumran. Questo sito andò incontro a una fine violenta nel 68 d.C. a opera dei romani a causa del loro coinvolgimento nelle sommosse negli anni della guerra che si concluse con il crollo di Gerusalemme. Prima della fine però riuscirono a nascondere la loro biblioteca nelle grotte circonvicine. Alcuni scampati, sembra, si unirono agli zeloti di Masada e ne condivisero la sorte. Lo proverebbe il ritrovamento, durante gli scavi del 1963 a Masada, di un frammento di pergamena dei Canti della santificazione del sabato noto dai ritrovamenti della grotta 4.

## Etimologia
Il significato del nome Esseni è oscuro ed esistono varie ipotesi. Non vengono citati né nella Bibbia, né nei Rotoli del Mar Morto e neppure nella letteratura rabbinica li si può identificare con certezza. Secondo Filone il loro nome si poteva rendere in greco con "santi", "puri" (dal greco ὅσιος, hosios).
Tra le dozzine di etimologie pubblicate prima del 1947, l'ebraico ʻosey (haTorah), "realizzatori (della Torah)"  è l'unica che abbia avuto una conferma dopo la scoperta dei Manoscritti di Qumran e che stia guadagnando consenso presso gli studiosi, 
derivandola da Ossioi (variante già presente in Filone) , in aramaico "Hesi'im" 
Altre proposte moderne derivano dall'aramaico ("āsayyā", "medici"; oppure "ḥăsayyā", "pii") o dall'ebraico ("ḥăshāyīm", "silenziosi"; oppure "ḥăsīdīm", "pii"; oppure "ḥiṣonim", "esterni" ; o anche "'ésah", "partito"), ma restano dubbie.

## Fonti
Filone li chiama "Εσσαίοι", "Essaioi", nome ripreso da Giuseppe Flavio che di solito usa più frequentemente "Εσσηνοί", "Essenoi"  e che li identifica come una delle scuole ebraiche del tempo (I sec. d.C.). Plinio descrive gli "Esseni" come una comunità monastica isolata tra i palmeti.

## Speculazioni esoteriche
Sugli esseni si sono concentrate molte speculazioni esoteriche. Il controverso Ahmed Osman, ad esempio, nel suo libro "Fuori dall'Egitto", ha sostenuto che "Esseno" deve essere tradotto come "colui che segue Gesù (Essa). Questa "ovvia" traduzione letterale è da tralasciare a causa delle indiscutibili assunzioni circa le origini della cristianità del I secolo d.C. Gabriele Boccaccini dichiara che una etimologia per Esseni non è ancora stata trovata, ma che si applica anche a numerosi gruppi diffusi in tutta la Palestina che includono anche la comunità di Qumran. Infine il riferimento di Giuseppe Flavio a un "cancello degli Esseni" nel Tempio suggerisce che una comunità essena vivesse nel quartiere della città o che regolarmente accedesse a questa parte dei recinti del Tempio.
Georges Ivanovič Gurdjieff, nel suo libro "I racconti di Belzebù a suo nipote", sostiene che gli Esseni sono stati i veri e più fedeli seguaci di Gesù.

## Territorio

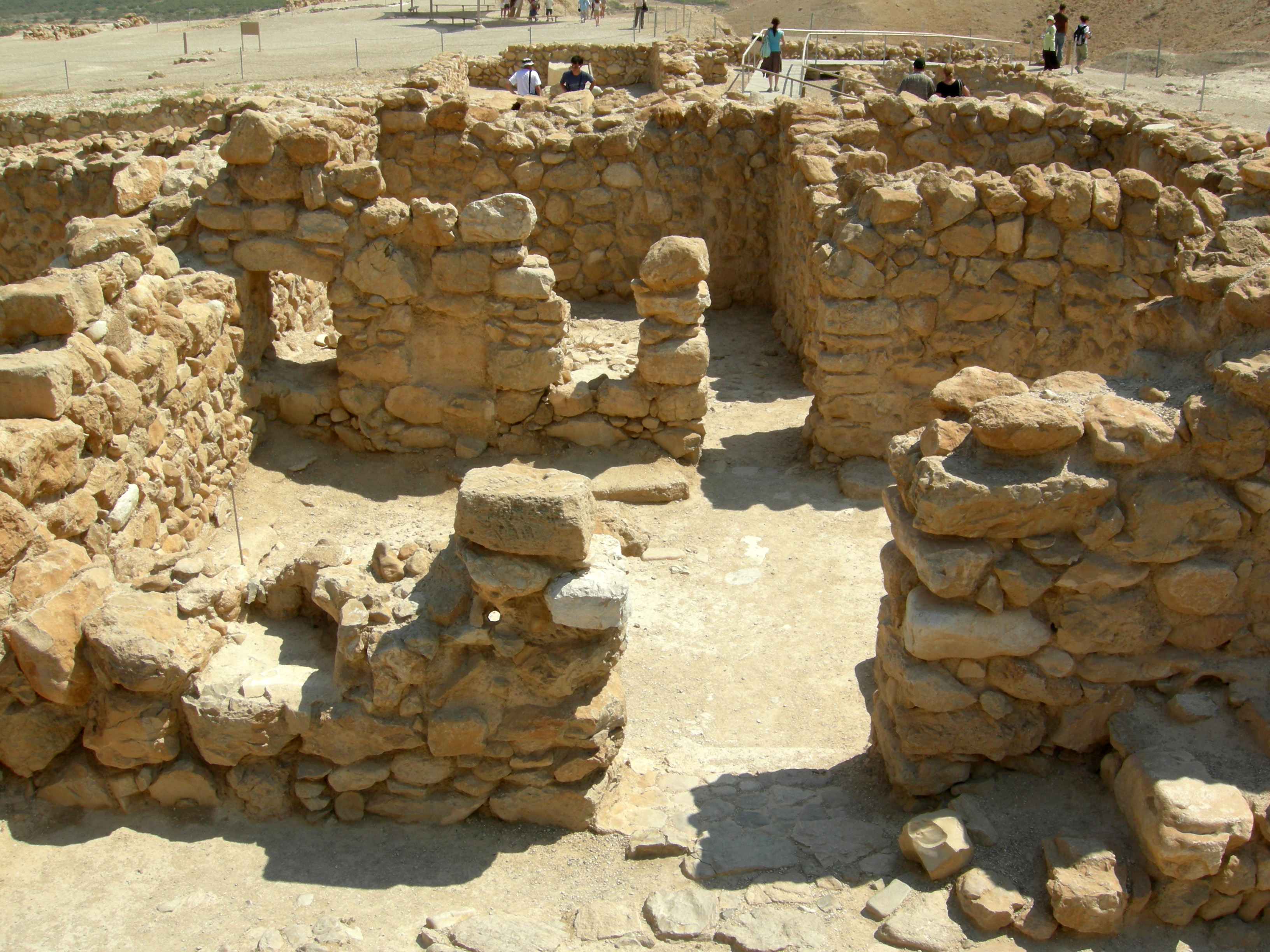
Qumran

Secondo Giuseppe gli Esseni dimoravano "non in una sola città" ma "in moltitudine in ogni città" (Guerra Giudaica 2.124). Filone parla di "più di quattromila" Essaioi che vivevano nella "Siria Palestinese" (Quod Omn. Prob. XII.75), più precisamente, "in molte città della Giudea e in molti villaggi e raggruppati in grandi comunità composte da numerosi membri" (Hyp. 11.1).
Alcuni studiosi e archeologi moderni hanno individuato un insediamento abitato dagli Esseni a Qumran, un altopiano nel deserto della Giudea lungo il Mar Morto. Mentre la testimonianza di Plinio ("sulla parte occidentale del Mar Morto, lontano dalla costa ... [sopra] la città di Engeda") tende a essere utilizzata a supporto di questa identificazione, non esiste tuttavia nessun'altra prova conclusiva di questa ipotesi. Tuttavia essa ha finito per dominare la discussione scientifica e la percezione collettiva sugli Esseni.

## I Nazareni
Il Padre della Chiesa Epifanio (che scrisse intorno al IV secolo d.C.) sembra fare una distinzione tra due gruppi principali all'interno degli Esseni: "Coloro che vennero prima di lui [Elxai, un profeta Esseno], gli Ossaeni e i Nazareni." (Panarion 1:19). Epifanio descrive ogni gruppo nel modo seguente:
- "Esseni Nazareni" :

"I Nazareni - erano Ebrei per provenienza - originariamente da Gileaditis [dove i primi seguaci di Yeshua fuggirono dopo il martirio di Giacomo, fratello di Gesù], Bashaniti e Transgiordani...Essi riconoscevano Mosè e credevano che avesse ricevuto delle leggi, ma non la nostra legge ma altre. E così, essi erano Ebrei che rispettavano tutte le osservanze ebraiche, ma non offrivano sacrifici e non mangiavano carne. Essi consideravano un sacrilegio mangiare carne o fare sacrifici con essa. Affermavano che i nostri Libri sono delle falsità, e che nessuno dei costumi che essi affermano sono stati istituiti dai padri. Questa era la differenza tra i Nazareni e gli altri..." (Panarion 1:18)
- Esseni "Ossaeani":

"Dopo la setta dei [Nazareni] venne un'altra setta legata strettamente a essi, chiamata Ossaeani. Costoro sono Giudei come i primi... originari della Nabataea, Ituraea, Moabitis e Arielis, le terre oltre il bacino che le Sacre Scritture chiamavano Mare di Sale... Sebbene siano diverse dalle altre sei sette essa si è separata da loro solo perché proibiscono l'uso dei libri di Mosè come fanno i Nazareni." (Panarion 1:19)
Giuseppe aggiunge: "Oltre a essi, esiste un'altra frangia di Esseni che concordano per leggi e costumi ma differiscono nella visione del matrimonio." (Guerra Giudaica 2.160).
Alcuni gruppi moderni che rivendicano una connessione con l'Essenismo, rivendicano anche la collocazione degli Ossaeani, che incoraggiavano il celibato, che sarebbe stata attorno all'area di Qumran; e dei Nazareni, che incoraggiavano il matrimonio, e sarebbero stati attorno all'area del Monte Carmelo.

## Leggi, usanze, teologia e credo
I resoconti di Giuseppe e Filone mostrano che gli Esseni (Filone: Essaioi) conducevano una vita strettamente celibe, ma comunitaria − spesso paragonata dagli studiosi alla vita monastica buddista e in seguito cristiana − anche se Giuseppe parla di un altro "rango di Esseni" che si sposavano (Guerra 2.160-161). Secondo Giuseppe, avevano usanze e osservanze come la proprietà collettiva (Guerra 2.122; Ant. 18.20), eleggevano un capo che attendesse agli interessi di tutti e i cui ordini venivano obbediti (Guerra 2.123, 134), era loro vietato prestare giuramento (Guerra 2.135) e sacrificare animali (Filone, §75), controllavano la loro collera e fungevano da canali di pace (Guerra 2.135), portavano armi solo per protezione contro i rapinatori (Guerra 2.125), e non avevano schiavi, ma si servivano a vicenda (Ant. 18.21) e, come conseguenza della proprietà comune, non erano dediti ai commerci (Guerra 2.127). Sia Giuseppe sia Filone hanno lunghi resoconti dei loro incontri comunitari, pranzi e celebrazioni religiose.
Da quanto si è dedotto, il cibo degli Esseni non poteva essere alterato (con la cottura ad esempio); e potrebbero essere stati strettamente vegetariani, mangiando principalmente pane, radici selvatiche e frutta.  Dopo un totale di tre anni di prova (Guerra 2.137-138), i membri appena unitisi prestavano un giuramento che comprendeva l'impegno a praticare la pietà verso la divinità e l'aderenza a principi morali verso l'umanità, per mantenere uno stile di vita puro, di astenersi da attività criminose e immorali, di trasmettere intatte le loro leggi e di preservare il libro degli Esseni e il nome degli Angeli (Guerra 2.139-142). La loro teologia includeva il credo nell'immortalità dell'anima e il fatto che avrebbero ricevuto indietro le loro anime dopo la morte (Guerra 2.153-158, Ant. 18.18).

## Discussione tra studiosi
Gli Esseni vengono discussi in dettaglio da Giuseppe e Filone. Molti studiosi credono che la comunità di Qumran, che presumibilmente produsse i Rotoli del Mar Morto, fu un ramo degli Esseni; comunque, questa teoria è stata disputata da Norman Golb e da altri studiosi. Alcuni suggeriscono che Gesù fosse un Esseno, e che la cristianità evolse da questa setta dell'ebraismo, con la quale condivide molte idee e simboli.
Secondo Martin A. Larson, gli oggi incompresi Esseni erano Ebrei Pitagorici, che vivevano come monaci. In quanto vegetariani e celibi, in comunità autosufficienti, che evitavano il matrimonio e la famiglia, essi predicavano una guerra incombente con i "Figli del Buio". In quanto "Figli della Luce", ciò rifletteva un'influenza separata dallo Zoroastrismo attraverso la loro ideologia parente del Pitagorismo. Secondo Larson, sia gli Esseni sia i Pitagorici ricordavano i thiasoi, o le unità di culto dei misteri orfici. Si discute tuttora sui possibili rapporti fra il Battista e la comunità degli Esseni.
Un'altra questione è la relazione tra gli Essaioi e i Therapeutae e Therapeutrides di Filone (si veda De Vita Contemplativa). Si può sostenere che egli considerava i Therapeutae come una branca contemplativa degli Essaioi i quali, diceva, ricercavano una vita attiva (Vita Cont. I.1).

## Testi e documenti storici
Gran parte dei documenti storici sugli esseni derivano dai ritrovamenti archeologici nel sito di Qumran, prima di questi ritrovamenti si conoscevano solo alcune citazioni da parte di scrittori antichi, in particolare Ippolito Romano, Plinio il Vecchio, Filone Alessandrino e Flavio Giuseppe (antichità Giudaiche e Guerre Giudaiche) che la chiamano “setta degli esseni” (Hasidim, in greco Haghoi cioè santi).
Nel 1947, in una zona desertica a 30 km da Gerusalemme, grazie a una scoperta fortuita da parte di un pastorello di nome Mohammed Adh Dhib vennero rinvenute delle giare contenenti dei rotoli di pelle avvolti in brandelli di tela. Il materiale in larga parte venne rivenduto a un trafficante di nome Kando che a sua volta lo rivendette al governo israeliano. Negli anni seguenti sono stati rinvenuti, in undici grotte della zona, circa 900 rotoli, alcuni ridotti in frammenti altri in discreta condizione di integrità. Ben 200 di essi riguardavano libri o parti di libri dell'Antico Testamento.
In particolare l'intero rotolo di Isaia, oggi conservato nel Museo detto Scrigno del Libro a Gerusalemme. Vennero ritrovati anche i rotoli con le regole della comunità e tanti altri che permisero di far luce sulla misteriosa comunità essena. Un team di studiosi internazionale presieduto da padre De Vaux, un domenicano residente in Giordania, ma costituito da studiosi anche acattolici ed ebrei cominciò a studiare i reperti sin dalla metà degli anni cinquanta. 
Lo studio, non sappiamo se volutamente o meno, è stato piuttosto lungo e laborioso. Oggi, dopo circa sessant'anni dalla scoperta, tutto il materiale è stato messo a disposizione della comunità scientifica.
Tra i principali documenti pubblicati vi sono: 
- la Regola della comunità;
- la Regola dell'assemblea;
- la Regola della guerra dei Figli della Luce contro i Figli delle Tenebre;
- I rotoli di Isaia
- il Commentario ad Abacuc;
- il Documento di Damasco.

## Usi e costumi esseni
Le loro speranze messianiche erano riposte nel "re dei Giudei" che li avrebbe liberati con le armi dal giogo pagano per edificare il regno terreno di Yahweh e nel sommo sacerdote, ossia nel messia, Aronne.
Nei loro testi fanno riferimento ad un Maestro di Giustizia morto a causa della sua lotta contro l'empietà.
Abolita ogni proprietà personale, praticavano la comunanza dei beni, si contentavano del necessario e, di quanto producevano o possedevano in comune, facevano baratto. Dediti ai lavori di agricoltura e di artigianato, alternavano ore di attività con momenti di preghiera. Contrari alla violenza e attenti al rispetto degli animali, che non sacrificavano, rifiutavano di essere arruolati e di fabbricare armi, professando l'uguaglianza di tutti gli uomini e si dichiaravano "artigiani di pace".
Dediti al servizio di Dio nel celibato, gli Esseni coltivavano la pietà e la coerenza etica, come prescriveva la Torah che leggevano di continuo, specialmente di sabato, giornata che trascorrevano nell'osservanza più rigorosa. In questo giorno si svolgeva la lettura solenne, commentata da uno dei più colti fra loro, secondo l'esegesi allegorica. Cominciavano la giornata con la preghiera davanti al Sole, lavoravano in silenzio fino alle undici quando insieme, cinti di un panno di lino, facevano abluzioni di acqua fredda; solo dopo questo bagno entravano nel refettorio loro riservato per il pasto frugale, consumato soltanto dopo una preghiera di benedizione da parte di un sacerdote. Terminato il pasto, elevavano una preghiera di ringraziamento, si toglievano la veste bianca comune e riprendevano il lavoro in silenzio fino a sera, quando insieme si riunivano per un altro pasto comunitario.
L'ammissione alla comunità, avveniva tramite l'adozione di figli altrui, o l'accesso di nuovi giovani adepti. L'ammissione era peraltro selettiva e solo dopo tre anni di iniziazione, costituita da prove, si entrava a far parte del gruppo con un pasto comune e un giuramento solenne davanti alla comunità: con questo atto i neofiti assumevano l'impegno di essere totalmente leali e di non rivelare nulla ai profani, neppure se torturati a morte. Gli iniziati dovevano tacere soprattutto sulle dottrine esoteriche dei libri antichi e sui nomi degli angeli, oggetto di speculazione mistico-teologica. La struttura del gruppo esseno era gerarchica e comprendeva i gradi di postulante, di novizio e di iniziato. Sotto il profilo dottrinale gli Esseni sostenevano l'immortalità dell'anima e professavano un'escatologia di retribuzione per buoni e malvagi. Ammettevano pure la resurrezione, il giudizio finale e la fine del mondo. Tra loro, dice Giuseppe Flavio, vi furono veggenti e profeti.
Il gruppo degli Esseni subì influssi esterni all'ebraismo: la sottolineatura del dualismo bene-male, l'atteggiamento di venerazione di fronte al Sole, la dottrina sugli angeli, la presenza di bagni rituali si collegano a tradizioni iraniche o parsi. Così come il celibato, il cenobitismo, la riprovazione dei sacrifici cruenti e dell'olio, rinvierebbero a tradizioni buddhiste, se avessimo comprovati documenti di contatti culturali tra India e Palestina nel periodo ellenistico-romano. Quanto al silenzio comunitario, agli anni di noviziato, alle vesti bianche, alle prescrizioni della dieta, all'esoterismo della dottrina garantita dal giuramento, all'escatologia, il collegamento con le scuole filosofiche greche viene quasi spontaneo, specie con la tradizione pitagorica.
I testi detti "Regola della comunità" e "Regola dell'assemblea" regolavano ogni aspetto della vita comunitaria degli esseni.
Era previsto che in un gruppo di 10 uomini vi fosse almeno un sacerdote, che quando questi si riuniscono a cena per discutere e chiedere chiarimenti al sacerdote si disponessero a tavola secondo la scala gerarchica e che questi avessero a tavola sia del pane sia del vino; il primo a toccare pane e vino doveva essere il sacerdote (definito in quest'indicazione "messia d'Israele") che li benediceva, quindi tutti gli altri commensali, che benedicevano anche loro il pane "ciascuno secondo la propria dignità".

## Rapporti tra esseni e zeloti
Tra i reperti di Qumran si ritrovano tracce che collegano la comunità essena ai rivoltosi zeloti, come ad esempio il Rotolo della guerra.
(Ippolito Romano, Refutatio (IX, 26))
L'attendibilità di Ippolito Romano è, tuttavia, messa in dubbio da alcuni storici (Laura Gusella, Gabriele Boccaccini).

## Rapporti con il cristianesimo
Alcune usanze essene erano molto simili a quelle cristiane dei primi secoli e ciò potrebbe essere dovuto alla comune origine giudaica e all'uso delle medesime scritture bibliche.
Nonostante ciò, i numerosi paralleli esistenti tra gli scritti di Qumran e i vangeli canonici, hanno convinto un buon numero di studiosi del fatto che le dottrine e le tradizioni delle comunità essene abbiano costituito la base fondamentale sulla quale si è successivamente sviluppato il Cristianesimo.
Gli indizi emersi dalle ricerche filologiche, storiche e archeologiche, testimoniano l'esistenza di rapporti tra esseni e cristiani, e legittimano l'ipotesi secondo la quale il cristianesimo e l'essenismo siano legati da una stretta parentela. In particolare, le scoperte dell'archeologo Bargil Pixner, documentate da vari esperti, tra i quali Rainer Riesner, hanno evidenziato un fatto di eccezionale rilevanza: il primo luogo di riunione della prima comunità cristiana a Gerusalemme, nonché il luogo ove si svolse l'ultima cena, era ubicato nelle immediate vicinanze del quartiere degli esseni a Gerusalemme: “esseni e primi cristiani sarebbero vissuti a Gerusalemme, per così dire, porta a porta”. Ciò rende estremamente plausibile l'ipotesi di contatti diretti e frequenti tra esseni e cristiani.
Inoltre, alcune evidenze di ordine storico, hanno convinto molti studiosi del fatto che siano avvenute conversioni in massa di esseni al cristianesimo. Secondo Otto Betz e Rainer Riesner: “Dobbiamo anche tener conto che un gran numero di esseni si convertì a Gesù come messia. Questi esseni convertiti formavano una cerchia di teologi che per quei tempi poteva ritenersi altamente qualificata. Essi erano in grado di pensare e studiare a fondo chi sia stato Gesù e in che modo ci abbia portato la salvezza”. Sul tema dei paralleli tra esseni e cristiani, i due autori affermano: “Vi sono stati occasionalmente, a dire il vero, dei tentativi di negare in ampia misura le somiglianze emerse, ma questi non necessari sforzi apologetici rimangono in minoranza”.

### Similitudini con la dottrina cristiana
Le similitudini con la dottrina cristiana sono numerosissime e possono essere divise, in linea di principio, in due categorie: similitudini filologiche e similitudini relative alle usanze rituali, alla teologia e alle consuetudini organizzative.
- Similitudini filologiche:

Sono quelle che emergono dal confronto tra i manoscritti degli esseni e gli scritti del Nuovo Testamento. Secondo Betz e Riesner: “È davvero sorprendente constatare quanto spesso essenismo e cristianesimo primitivo facciano riferimento a un gruppo ben definito di testi veterotestamentari. Poteva esserci, qui, la stessa tradizione esegetica”. Jean Daniélou identifica questa comune tradizione esegetica in una raccolta di Testimonia messianiche (4QTest/4Q175) rinvenuta a Qumran, contenente una selezione di profezie dell'Antico Testamento, che sarebbe stata utilizzata anche dai primi cristiani. Esistono, inoltre, paralleli filologici che risultano estranei alle tradizioni giudaiche veterotestamentarie. Ad esempio i temi relativi ai “figli della luce” e “i figli delle tenebre”, i “molti / la maggior parte”, la giustificazione “solo per grazia”, la figura del “mebaqqer” ("ispettore", ἐπίσκοπος) rappresentano punti di contatto presenti nell'essenismo e nel cristianesimo, ma assenti nelle tradizioni esegetiche del giudaismo coevo, rappresentato da gruppi quali i Farisei e i Sadducei, la cui impostazione culturale era improntata a una fedele e rigorosa osservanza e conformità agli scritti dell'Antico Testamento. Secondo Danielou, si tratta di temi “in cui è più chiara la dipendenza del cristianesimo nei confronti di Qumran”.
Per quanto riguarda le analisi filologiche comparative, André Paul afferma: “Tra gli scritti di Qumran e il Nuovo Testamento anche le rassomiglianze sono precise. Un dato testo particolare, una data espressione o titolo trovano in entrambi corrispondenze sorprendenti. La materia è così ricca che la scelta diventa necessaria”. Joseph Fitzmyer fa notare che: “le formule introduttorie del Nuovo Testamento erano invariabilmente più vicine alle formule di Qumran che alle formule mishnaiche, talvolta anche una traduzione letterale delle formule di Qumran.” Martinez e Barrera aggiungono: “Certo è che i testi del Nuovo Testamento mostrano numerosi paralleli e punti di contatto con quelli di Qumran. Poiché gli scritti esseni sono più antichi di quelli cristiani, è logico supporre che i primi possono avere influito sui secondi”.
- Similitudini relative alle usanze rituali, alla teologia e alle consuetudini organizzative:

Anche in questi casi le similitudini risultano significative a causa della divergenza esistente tra l'essenismo e le coeve usanze e tradizioni giudaiche. Jean Danielou sottolinea che: “Fu quando la prima chiesa incominciò a svilupparsi, che essa dovette darsi una forma più istituzionale. E qui ancora emergono i punti di contatto con la comunità di Qumran. [...] Risulta così evidente che la prima comunità cristiana è immersa in un ambiente ebreo e vicino a Qumran, dal quale essa riprende numerose forme di espressione”.
Tra le usanze rituali e teologiche, che presentano significative similitudini tra essenismo e cristianesimo, si possono ricordare: i pasti comunitari, le preghiere quotidiane, il battesimo, il calendario solare, la Didaché, il Testamento dei XII patriarchi, la resurrezione dai morti, le beatitudini. Tra le consuetudini organizzative: il matrimonio e il divorzio, la comunione dei beni, l'organizzazione gerarchica, l'organizzazione giudiziaria, l'ascetismo, la vita associata, l'ospitalità.
Nei paragrafi seguenti sono elencati alcuni paralleli tratti dai manoscritti di Qumran e dagli scritti neotestamentari, e altri aspetti riguardanti le usanze rituali e sociali delle rispettive comunità:

#### Scribi e Farisei
La Comunità di Qumran presenta similitudini notevoli con la testimonianza evangelica; infatti nell'attesa della liberazione dall'oppressione romana, si ponevano in conflitto con la classe politica e sacerdotale (i sadducei etichettati come collaborazionisti), gli scribi e i farisei messi alla berlina anche da Gesù (farisei, sadducei, scribi, pubblicani... guai a voi! in Matteo 23)

#### Il rito cenobitico
Era previsto che in un gruppo di 10 uomini vi fosse almeno un sacerdote, che quando questi si riuniscono a cena per discutere e chiedere chiarimenti al sacerdote si disponessero a tavola secondo la scala gerarchica e che questi avessero a tavola sia del pane sia del vino; il primo a toccare pane e vino doveva essere il sacerdote (definito in quest'indicazione "messia d'Israele") che li benediceva, quindi tutti gli altri commensali, che benedicevano anche loro il pane "ciascuno secondo la propria dignità".

#### I Molti
Un esempio che si cita spesso è costituito dall'espressione “i molti / la maggior parte”, un termine generico che è venuto a designare un intero gruppo di fedeli in diversi passi del Nuovo Testamento. È probabile che nelle parole eucaristiche di Gesù, come sono riportate in Matteo e in Marco, il termine sia usato per indicare il gruppo dei discepoli, mentre nel testo parallelo, Luca abbia sentito la necessità di spiegarne il significato per i suoi lettori.
Un caso più chiaro è nella Seconda Lettera ai Corinzi di Paolo: 
A Qumran i membri a pieno diritto sono designati con la stessa parola ebraica che sta dietro l'espressione paolina “i molti / la maggior parte”. La Regola della comunità detta norme su chi può parlare e quando può intervenire durante le assemblee generali di tutto il gruppo:
(Regola della comunità VI, 11-12)
Il termine compare in questo senso: 26 volte nelle colonne VI-VIII, una volta nella colonna IX, e tre volte nel Documento di Damasco. In alcuni di questi casi è chiaro che “i molti” avevano funzioni giudiziarie, proprio come in 2 Corinzi:
(Regola della comunità VI, 1)
Grazie ai testi di Qumran, oggi è finalmente chiaro che le espressioni neotestamentarie “i molti” o “la maggioranza” indicano sempre la totalità degli uomini o dei membri della comunità.

#### Il rito eucaristico
Il rito dell'eucaristia, descritto dall'evangelista Luca:

Presenta dei paralleli con alcuni riti esseni, tuttavia, come riferisce il Vangelo di Giovanni, durante la cena Gesù lavò i piedi ai suoi discepoli e disse loro di farlo l'un l'altro: 
Se io, che sono il Signore e il Maestro, vi ho lavato i piedi, anche voi dovete lavare i piedi gli uni agli altri. Infatti vi ho dato un esempio, affinché anche voi facciate come vi ho fatto io.
In verità, vi dico che il servo non è maggiore del suo signore, né il messaggero è maggiore di colui che lo ha mandato".»
(Gv 13,13-16)
Alle similitudini eucaristiche con il rito esseno corrisponde una grande differenza: Non vi è ordine gerarchico, non vi è sottomissione di casta o di livello. Il maestro Gesù invece lava i piedi ai discepoli; ma soprattutto, gli esseni dovevano lavarsi -prima- di essere a tavola, non sarebbe stata tollerata perché impura, una vasca d'acqua per i piedi durante il pasto.
(Regola della Comunità, V)
(Regola dell'Assemblea, II)

Le similitudini non giustificano inoltre l'idea di una vera e propria derivazione del rito cristiano da quello esseno. Al riguardo scrive Hans Conzelmann:
(a pag.74-75 dell'op.cit. "Le origini del Cristianesimo")
Partendo dall'ebraicità di Gesù appariva piuttosto difficile giustificare il rito eucaristico, ossia il cibarsi del sangue e della carne del dio, atto apertamente blasfemo per la comunità ebraica del tempo sebbene piuttosto diffuso in altre religioni orientali. 
Questo tema era già sentito in età apostolica, e la lettera agli ebrei dà un'interpretazione rivolta all'ebraismo della morte di Cristo, mettendola in relazione con i sacrifici del tempio di Gerusalemme, durante i quali gli animali venivano uccisi e consumati.

#### Il tema del deserto
Il tema del deserto, presente nel racconto su Giovanni Battista dell'evangelista Marco:
Presenta dei paralleli con un passo della regola della comunità:
(Regola della Comunità, VIII, 13-14)
Entrambe le citazioni provengono da un passo del profeta Isaia, riportato nel libro di Isaia:
Ma ciò non desta molta meraviglia in quanto il libro di Isaia era ampiamente utilizzato e copiato a Qumran ed era utilizzato da tutti gli ebrei per i risvolti messianici ed escatologici. Anche in ambito cristiano i risvolti profetici messianici ed escatologici vennero marcati e sottolineati.

#### I Figli della Luce
Il tema della luce è presente in vari passi del Vangelo secondo Giovanni:
Questo presenta dei paralleli con alcuni documenti esseni:
(Regola della Comunità)
(Regola della Guerra)

#### L'organizzazione gerarchica
L'organizzazione di Qumran comprendeva per prima cosa, il Consiglio dei Dodici. Ma al di sotto, esistevano degli ispettori (mebaqqer) che avevano la responsabilità di gruppi ristretti. I loro compiti consistevano principalmente nel ricevere ed esaminare i nuovi membri, nel presiedere le riunioni, in incarichi di tipo economico relativi alla gestione dei beni dei membri della comunità. Il mebaqqer si prende cura dei molti come un padre, consolando, sostenendo, correggendo; esamina i nuovi aspiranti in ogni cosa, dalle loro azioni alla loro intelligenza, forza, ricchezza e vigila che non entri nessun indegno. Il termine esseno mebaqqer corrisponde esattamente al termine greco episkopos (ispettore, sovrintendente) che, nella prima comunità cristiana, designava un'autorità con un grado inferiore al consiglio dei dodici apostoli.
Le funzioni dell’episkopos cristiano, coincidevano con quelle del mebaqqer esseno: essi dirigevano le riunioni, si occupavano dell'ammissione dei nuovi membri interrogandoli e battezzandoli, gestivano i beni comuni, e provvedevano ai bisogni della comunità. Inoltre esisteva un altro gruppo nella comunità cristiana: quello dei profeti, di cui ci parla la Didaché e il Pastore di Erma. Secondo Adalbert Hamman che cita le testimonianze di Giustino e Ireneo, i profeti cristiani avevano ricevuto il dono di guarire, di parlare varie lingue e di conoscere il futuro. Flavio Giuseppe menziona numerosi esseni che erano profeti e veggenti, Filone parla di esseni guaritori dei mali del corpo e dell'anima. Essi assolvevano pertanto una funzione all'interno della comunità, che presenta significative similitudini con il gruppo dei profeti cristiani.

### Differenze con la dottrina cristiana
La maggior parte degli studiosi che si occupano dello studio dei Rotoli del Mar Morto concorda nel trovare affinità e consistenti similitudini comportamentali col primo cristianesimo, soprattutto di matrice giudaica. Il cristianesimo condivide infatti con il giudaismo il complesso delle scritture dette Antico Testamento, lo stesso concetto monoteistico di Dio e l'affermazione che egli è l'unico creatore. Vengono condivise le leggi morali della Torah, l'attesa del Messia, il concetto di resurrezione corporale, la credenza negli angeli e il giudizio finale. Gli esseni in definitiva non sono che una delle tante fazioni religiose che costituiscono il giudaismo di cui condividono le scritture e l'osservanza delle leggi cerimoniali levitiche; Dove si riscontrano difformità è invece per quanto riguarda il loro isolazionismo e il complesso sistema di norme che regola il loro tipico modo di vivere e il loro comportamento. Questo è concettualmente riassumibile in quattro termini: Ascetismo, legalismo, ritualismo ed esclusivismo.

#### Ascetismo
La personalità del Gesù tratteggiata dai Vangeli e predicata dagli apostoli è tutt'altra; Gesù infatti si schiera contro l'ascetismo, non insegna a estraniarsi dal mondo come richiede il codice di vita esseno ma ad andare addirittura verso il mondo a predicare il vangelo di salvezza. L'ascetismo, nell'ambito del cristianesimo, comincerà a manifestarsi due secoli dopo con Sant'Antonio, i Padri del deserto e Pacomio. In occidente ancora più tardi con San Benedetto e San Bernardo.
Hans Conzelmann, critico storico, afferma al riguardo:
((Bibl. H.Conzelmann. Le Origini del Cristianesimo-) a pag 56.)
E ancora più specificamente:
(a Pag.67.(Le Origini del Cristianesimo-I risultati della critica storica ))
A chiarire ulteriormente il fatto Hans Kung dell'università di Tubinga scrive:
(a Pag.212-213 Essere cristiani op. cit.in bibliografia.)
 e ancora chiarisce:
(Pagg 216-217 Essere cristiani op.cit.)
Nella sua opera "Gesù visto dai contemporanei" Frederick Bruce descrive le caratteristiche ascetiche della comunità essena:
(a pag 56,F.F.Bruce-Gesù visto dai contemporanei)
Per quanto riguarda la presenza di pratiche ascetiche nel cristianesimo primitivo, e l'influsso che l'essenismo avrebbe esercitato su tali pratiche, esistono tuttavia numerose opinioni contrarie a quelle sopra enunciate. In particolare:
- Adalbert Hamman, docente all'Istituto Patristico di Roma, afferma:

(La vita quotidiana dei primi cristiani, Rizzoli, Milano, 1993, pagina 196)
- Jorge Sangrador, dell'Università Pontificia di Salamanca, ha condotto uno studio sul cristianesimo del I secolo in Egitto. Come è noto, la comunità di Alessandria in Egitto, rappresenta una delle più antiche istituzioni cristiane, costituita già nel I secolo, probabilmente a opera dell'evangelista Marco. Ebbene, sulla base di alcune testimonianze storiche, Sangrador afferma che, alle origini del cristianesimo alessandrino, ci sia stata la

(Il Vangelo in Egitto, San Paolo, Milano, 2000, pagina 27)
- Johannes Quasten, docente all'Istituto Patristico di Roma, afferma che:

(Patrologia, Marietti, Torino, 1973, pagina 147)
- Secondo Dietrich Bonhoeffer, teologo, l'ascetismo era parte integrante delle modalità di vita dei primi cristiani e derivava direttamente dagli insegnamenti del Cristo:

(Sequela, Queriniana, Brescia, 1971, pagina 88)
e aggiunge: 
(op. cit. pag. 148)
Questi autori dunque, affermano e documentano la presenza e l'ampia diffusione di pratiche ascetiche nel cristianesimo del I secolo, a partire sin dalle origini delle prime comunità cristiane: l'ascetismo era praticato da numerosi cristiani, ed era parte integrante dell'insegnamento che ricevevano all'interno della comunità di appartenenza. Esistono, inoltre, ulteriori testimonianze di numerosi autori che affermano la diretta derivazione dell'ascetismo cristiano dalle pratiche ascetiche degli esseni. In particolare:
- Joseph Fitzmyer, docente alla Catholic University of America, afferma che:

(Qumran, Queriniana, Brescia, 1994, pagina 209)
- Rainer Riesner, docente all'Università di Tubinga, ribadisce che:

(Esseni e prima comunità cristiana a Gerusalemme. Nuove scoperte e fonti, LEV, 2001, pagina 148)
E acclude in nota un elenco di autori favorevoli a questa tesi [1]: 
- J. M. BAUMGARTEN,[26] R. LAURENTIN,[27] A. VOOBUS,[28] A. ADAM,[29] M. BLACK,[30] G. ANDERSON.[31]

In conclusione, la maggior parte degli esperti citati, non solo concorda nel collocare gli inizi dell'ascetismo cristiano in un'epoca corrispondente alla formazione delle prime comunità cristiane, nel I secolo, ma afferma anche che queste pratiche ascetiche furono importate dall'essenismo.

#### Legalismo
L'organizzazione delle comunità cristiane primitive appare piuttosto semplice a differenza delle ferree regole che vigono nelle comunità essene. I resoconti degli Atti degli apostoli, ma anche i documenti più antichi non ritenuti apocrifi, come la Didachè e la I Lettera di Clemente (tutti documenti del I secolo), non ci presentano una struttura gerarchica alla guida della comunità, ma piuttosto una collegialità di "anziani", a cui si affiancano i cosiddetti "predicatori carismatici itineranti" (al riguardo dei quali la Didachè dà ampia notizia e reca consigli pratici) vengono consumati i pasti comuni, detti "agapi" nel corso dei quali viene "spezzato il pane e distribuito il vino" senza un cerimoniale né un approccio "sacramentale" (a regolare il fatto interverrà infatti Paolo nella sua Lettera ai Corinzi) e viene ampiamente praticata l'ospitalità.
Al riguardo afferma Hans Conzelmann: 
(Le origini del cristianesimo op.cit. pag 80))
Mentre l'essenismo prescriveva l'osservanza minuziosa di doveri e precetti, Gesù affermava esattamente il contrario scontrandosi proprio con i fautori del legalismo, i Farisei, da lui accusati di essere coloro che impongono pesi insostenibili sulle spalle della gente. L'essenismo è caratterizzato inoltre da una estrema severità nei confronti di chi viola le prescrizioni della legge mosaica. 
Questo viene affermato anche da Hans Kung in maniera specifica:
(pagg. 214-215, Essere cristiani op. cit.)
Gli esseni pur nella loro minuziosa osservanza della Legge mosaica, avevano un netto rifiuto del Tempio di Gerusalemme, dei suoi sacrifici e dei suoi Sommi sacerdoti, ritenuti usurpatori, posizione questa risalente al tempo degli Asmonei.

#### Ritualismo
Gesù è uno che viola il sabato e le prescrizioni rituali: è spesso accusato di essere uno che mangia e beve con i peccatori e le prostitute, cosa inconcepibile per un esseno il quale, prima di mettersi a tavola, doveva purificarsi con delle abluzioni rituali e vestirsi di bianco.
Riferiscono i vangeli 
Gesù rispose loro: «Non avete mai letto ciò che fece Davide, quand'ebbe fame, egli e coloro che erano con lui? Come entrò nella casa di Dio, e prese i pani di presentazione, ne mangiò e ne diede anche a quelli che erano con lui, benché non sia lecito mangiarne se non ai soli sacerdoti?»
E diceva loro: «Il Figlio dell'uomo è signore del sabato».
Un altro sabato egli entrò nella sinagoga e si mise a insegnare. C'era lì un uomo che aveva la mano destra paralizzata. Gli scribi e i farisei lo osservavano per vedere se avrebbe fatto una guarigione di sabato, per trovare di che accusarlo. Ma egli conosceva i loro pensieri e disse all'uomo che aveva la mano paralizzata: «Alzati, e mettiti in mezzo!» Ed egli, alzatosi, stette in piedi.
Poi Gesù disse loro: «Io domando a voi: è lecito, di sabato, far del bene o far del male? Salvare una persona o ucciderla?»
E, girato lo sguardo intorno su tutti loro, disse a quell'uomo: «Stendi la mano!» Egli lo fece, e la sua mano fu guarita.
Ed essi furono pieni di furore e discutevano tra di loro su quello che avrebbero potuto fare a Gesù.»
(Luca 6:1-11)
Non era questa la veduta essena; Essi non avrebbero mai profanato il sabato né per procurarsi del cibo né tantomeno per operare una guarigione:
(Regola di Damasco,11.16-17)
La prescrizione così drastica in seguito venne attenuata; Il frammento 4Q251 dice: 
(Qumran 4Q251)
Ma era ancora quanto condannava Gesù il quale riteneva errato lasciar morire la povera bestia per osservare il rito prescritto nella legge.
Poi disse loro: «Chi di voi, se gli cade nel pozzo un figlio o un bue, non lo tira subito fuori in giorno di sabato?»»
(Luca 14:4-6)

#### Esclusivismo
Mai un esseno avrebbe avuto contatti con donne straniere, Gesù si incontra e parla con la donna samaritana, che se ne meraviglia (Giov. 4.5), accetta di essere unto d'olio profumato dalla peccatrice scandalizzando il Fariseo (Matteo 15.22) che lo ha invitato alla sua tavola.
Il testo del rotolo 1Qsa 2.3-8 vieta l'ammissione alla tavola della mensa di storpi e zoppi; Gesù afferma di esser venuto per loro e addirittura racconta la nota parabola del gran convito (Luca 14.15)
Nel testo del rotolo 4Q266 è raccomandato: ..stupidi, folli, matti, ciechi, storpi e zoppi non siano accettati nella comunità. Gesù invece va in cerca di loro (Luca 5.27-37), ed entra in casa di Simone il Lebbroso (Marco 14.3) cosa imperdonabile se fosse stato un esseno.
Qumran raduna eletti e giusti, Gesù cerca peccatori.
Il gruppo di Gesù è una comunità aperta e vi fanno parte tutti quelli che lo vogliono, il gruppo esseno è una comunità chiusa e segreta; degli apostoli conosciamo i nomi, degli esseni era vietato il divulgarli.
Gli esseni stabilivano gerarchie, (Rotolo 1Qs 6),; Gesù insegna.. chi vuol esser grande fra voi sia il servitore.. 
La Regola Comunitaria di Qumran insegna ad amare i figli della luce e a odiare i figli delle tenebre, addirittura a maledirli, Gesù si contrappone a questo comando che, si noti, non si trova nell'Antico Testamento (ma era insegnato proprio dagli esseni) il suo monito: "Voi avete udito ama il tuo prossimo e odia il tuo nemico ma io vi dico amate quelli che vi odiano".

#### Uso della lotta armata
Infine il movimento esseno era un movimento politico-religioso che non respingeva la possibilità della lotta armata contro l'oppressore e contro i traditori. Secondo David Flusser, 
(nel suo libro "Jesus" (op. cit.in bibliografia))
Una conferma della tesi secondo cui gli esseni non fossero alieni dalla lotta armata viene dal lavoro di Gerd Thiessen che afferma:
Tuttavia il loro carattere apparentemente pacifico non deve trarre in inganno. Questi singolari "pacifisti" sognavano una strage imminente, nella quale essi, insieme con gli angeli di Dio avrebbero massacrato i figli delle tenebre, tra i quali erano compresi tutti gli stranieri e tutti gli infedeli del loro paese (cfr. Rotolo della Guerra 1QM).  A differenza del movimento di resistenza essi rinunciavano certo a realizzare con metodi terroristici la volontà di Dio nel presente ma proprio per questo gioivano del grande terrore che si sarebbe instaurato negli ultimi giorni.
Probabilmente gli Esseni videro nella rivolta giudaica del 69-70 la grande guerra della fine dei tempi: uno di loro di nome Giovanni, vi fu coinvolto in qualità di comandante di alcuni settori della Giudea (G.Flavio: De Bello Judaico 2,20,4 par 567); altri esseni vennero barbaramente torturati durante la guerra ( Bell.Jud: 2,8,10 par 152) e il loro centro di Qumran fu distrutto.»
(Gerd Thiessen, Gesù e il suo movimento, Analisi sociologica della comunità cristiana primitiva a pagg. 85-86 - op. cit. in bibliografia)
Anche Giuseppe Flavio d'altronde riferiva che gli Esseni si difendevano con le armi dagli assalti dei briganti (De Bello Judaico: 2,8,4 par 125- da citaz. nell'opera di Thiessen a p. 53).
L'analisi dello studioso David Flusser, (in "Jesus" op. cit.) è ancora più decisa nel considerare che proprio l'aspettativa messianica degli esseni, che escludeva chiunque non fosse dei loro, aveva convinto Giovanni Battista (che sembrerebbe aver avuto contatti con loro) ad allontanarsene; afferma infatti:
"Giovanni è così vicino agli Esseni da non potersi escludere che abbia fatto parte della loro comunità, ma dovette lasciarla perché contrario alla loro tendenza settaria e perché voleva rendere possibile la conversione in vista del perdono dei peccati a tutti gli Israeliti." (Pag.47)
Gesù non era un rivoluzionario nel significato abituale di questa parola. A questo riguardo gli Esseni erano di un'altra tempra. Essi costituivano un movimento apocalittico e rivoluzionario. La loro ideologia della povertà era strettamente legata al loro insegnamento di una doppia predestinazione: essi erano i figli della luce, i poveri, eletti di dio che presto nella prossima fine dei giorni avrebbero preso possesso della terra grazie alle loro armi e aiutati dalle armate celesti. Allora sarebbero stati annientati i figli delle tenebre, il resto d'Israele e le nazioni..»
((Pag.81 e pag.107 op. cit.))
La Regola della Setta infatti affermava così:
((Jesus, citata a p.113))
Flusser conclude: solo "Gli ambienti che vivevano ai margini dell'essenismo sono arrivati a superare la Teologia dell'odio."
Ma il movimento di Gesù, attuando gli insegnamenti del Maestro, almeno per i primi secoli, fu pacifista e disposto a sopportare la persecuzione. Era memore delle parole del Maestro ripetute di bocca in bocca e, in seguito, messe per iscritto:
A chi ti percuote su una guancia, porgigli anche l'altra; e a chi ti toglie il mantello non impedire di prenderti anche la tunica.
Dà a chiunque ti chiede; e a chi ti toglie il tuo, non glielo ridomandare.
E come volete che gli uomini facciano a voi, fate voi pure a loro.
Se amate quelli che vi amano, quale grazia ve ne viene? Anche i peccatori amano quelli che li amano.
E se fate del bene a quelli che vi fanno del bene, quale grazia ve ne viene? Anche i peccatori fanno lo stesso. E se prestate a quelli dai quali sperate di ricevere, qual grazia ne avete? Anche i peccatori prestano ai peccatori per riceverne altrettanto.
Ma amate i vostri nemici, fate del bene, prestate senza sperarne nulla e il vostro premio sarà grande e sarete figli dell'Altissimo; poiché egli è buono verso gli ingrati e i malvagi.
Siate misericordiosi come è misericordioso il Padre vostro.»
(Vangelo di S.Luca 6:27-36)
Si narra che molti soldati romani convertitisi al cristianesimo si rifiutassero di combattere e venissero messi a morte per questo.

### Gesù e gli esseni
R. E. Murphy in “The Dead Sea Scrolls and New Testament Comparisons” elencò 175 paralleli fra letteratura qumranica e Nuovo Testamento. Un anno dopo Krister Stendahl pubblicò “The Scrolls and the New Testament” (Harper & Brothers, New York). Nel 1966 Herbert Braun pubblicò due volumi, “Qumran und das Neue Testament” (Mohr, Tubingen), includendo tutte le proposte che erano state messe insieme, fino ad allora, su tali paralleli nei manoscritti qumraniani. Due altri volumi, “Paul and the Dead Sea Scrolls”, pubblicato da Murphy O'Connor e J. H. Charlesworth, e “John and the Dead Sea Scrolls” di J. H. Charlesworth, discutono parecchi temi paolini e giovannei illuminati dalla scoperta dei manoscritti.
O. Betz, R. Riesner, Gesù, Qumran e il Vaticano, LEV, 1995 
R. Riesner, Esseni e prima comunità cristiana a Gerusalemme, Nuove scoperte e fonti, LEV, 2001
Per poter evidenziare l'importanza che l'essenismo ha rappresentato nei confronti della formazione del cristianesimo primigenio, Florentino Garcia Martinez e Julio Trebolle Barrera, utilizzando un linguaggio metaforico, affermano: 
(Martinez-Barrera, Gli uomini di Qumran, Paideia, Brescia, 1996, pagine 318-319)
Stephen Hodge afferma che:
(Stephen Hodge, I Manoscritti del Mar Morto, Newton, Roma, 2002, pagina 202)
J. H. Charlesworth aggiunge: 
(J. H. Charlesworth, Gesù nel giudaismo del suo tempo, Claudiana, Torino, 1998, pagina 90)
L'esperto Jean Danielou, descrive numerosissimi punti di contatto tra esseni e cristiani, tra i quali:
(Jean danielou, I Manoscritti del Mar Morto e le origini del cristianesimo, Arkeios, Roma, 1993)
L'importanza del manoscritto 4QTest/4Q175, è stata evidenziata, oltre che da Allegro e Danielou, anche da Florentino Garcia Martinez e Julio Trebolle Barrera: "...Questa attesa è esplicitata anche in un testo importante come 4QTest, che combina insieme quattro citazioni bibliche...". (Gli uomini di Qumran, Paideia, Brescia, 1996)
Lo studioso francese André Dupont-Sommer nei suoi studi sui testi qumranici pubblicati per primi è portato a tracciare una notevole serie di paralleli tra il maestro di giustizia (una figura carismatica presente nei manoscritti) e Gesù, come risulta da queste sue affermazioni:
(The dead Sea Scrolls: A Preliminary Survey, Basil Blackwell, Oxford, 1952, pag. 99)

### Gesù era un esseno?
La tesi dell'essenicità di Gesù nacque nel periodo dell'Illuminismo con Voltaire. Venne poi ripresa e sostenuta anche da altri. Ernest Renan autore di una Vita di Gesù nel 1893 asseriva che il cristianesimo è una sorta di essenismo vincente. Essi basavano le loro tesi essenzialmente sulle scarne informazioni disponibili fino allora.
Successivamente alla scoperta dei Rotoli di Qumran, la tesi è stata ripresa da molti storici; al riguardo le conclusioni restano divergenti.

Di fronte a un settore della storiografia che valuta le analogie e il comune utilizzo di testi sacri dell'Antico Testamento per asserire una derivazione cristiana dall'essenismo, vi sono altri studiosi (prevalentemente di area cristiana, ma anche ebraica) che sottolineano le profonde differenze teologiche e comportamentali emerse, nonché la predominanza di tematiche teologiche gnostico-filosofiche considerate poi eretiche dai vari concili ecumenici dei primi secoli. A questo proposito Joseph Ratzinger in merito ai rapporti tra Gesù, Giovanni Battista e gli Esseni nel primo capitolo del libro Gesù di Nazaret, scrive quanto segue:
In ogni caso i manoscritti di Qumran presentano molteplici punti di contatto con l'annuncio cristiano. Non è da escludere che Giovanni Battista abbia vissuto per qualche tempo in questa comunità e abbia in parte ricevuto da essa la sua formazione religiosa.»
 Come anche resta curioso che nei Vangeli sinottici vengano citati tutti i gruppi religiosi presenti all'epoca di Tiberio in Palestina come i Sadducei, i Farisei, gli Zeloti e altri minori, tranne gli Esseni.

Flusser sostiene che: 
(David Flusser in "Jesus", pag.81)
 
Analogamente afferma Schick: 
(A. Schick. Il fascino di Qumran, pag. 102)
Hans Küng è ancora più radicale nella sua conclusione:
(a pag.218, op. cit.)

## Esseni moderni
Vari gruppi religiosi moderni dichiarano di discendere dagli antichi esseni e dichiarano di essere essi stessi esseni. Alcuni di questi dichiarano che il canone della Bibbia e anche alcune traduzioni dei libri canonici sono stati manomessi appositamente per cancellare le loro credenze, come la trasmigrazione delle anime, l'aspetto femmineo della divinità, il vegetarianismo e la schiavitù.
Questi gruppi fanno riferimento alla Nasarean Bible of the Essene Way, i Manoscritti del Mar Morto, i manoscritti di Nag Hammadi, e altri Vangeli apocrifi rinvenuti recentemente come testi sacri.